# Hermanos Stamper

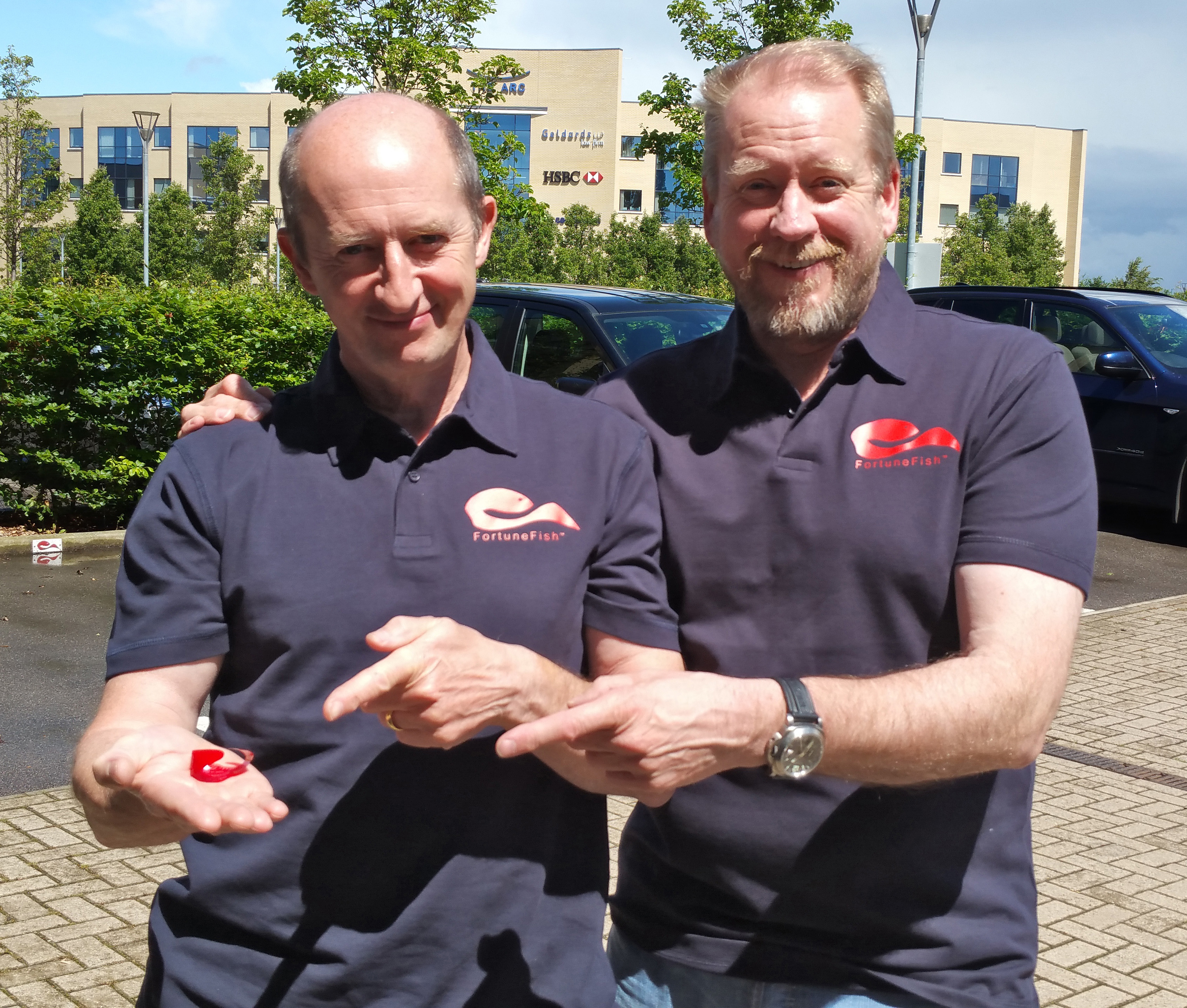
Chris & Tim Stamper en 2015

Tim Stamper (nacido en 1961) y Chris Stamper (nacido en 1958) son emprendedores británicos que fundaron las compañías Ultimate Play The Game y Rare. Trabajaron juntos en kits para conversiones de videojuegos que fueron licenciados a empresas, pero luego se convirtieron en desarrolladores de la computadora doméstica ZX Spectrum a principios de la década de 1980. Chris programó los juegos, mientras que Tim diseñó los gráficos. Encontraron el éxito como Ultimate con juegos como Jetpac y Knight Lore. Después de aplicar ingeniería inversa al Nintendo Entertainment System y decidir cambiar su enfoque al desarrollo de consolas, los hermanos fundaron Rare a mediados de la década de 1980. Se convirtieron en el primer desarrollador occidental importante de Nintendo, para quien desarrollaron juegos y ports con licencia.
Durante las siguientes dos décadas, Rare disfrutó de una estrecha relación con Nintendo y desarrolló varios títulos importantes para la empresa, incluidos Donkey Kong Country y GoldenEye 007. Microsoft adquirió Rare en 2002 y los hermanos dejaron la empresa en 2007. Después de pasar varios años fuera del ojo público, los hermanos están planeando fundar una nueva empresa. Actualmente la empresa recientemente fundada es FortuneFish, Ltd., que además involucra la participación de uno de los hijos de Tim.
Los Stampers son taciturnos hacia la prensa y conocidos por su ética de trabajo y promoción de la competencia entre equipos en Rare. Disfrutaron de un ferviente fandom en la década de 1980, estuvieron entre los desarrolladores más influyentes de la década de 1990 y fueron nombrados "Leyendas del desarrollo" en los premios 2015 de la revista de la industria de los videojuegos, Develop.

## Biografía
Chris Stamper nació en 1958.  Tenía un interés de larga data en la electrónica y construyó un osciloscopio en su juventud. Mientras estaba en la universidad, construyó un equipo de computadora con un procesador de 8 bits y se enseñó a sí mismo a programar creando un software de señalización de semáforos. Asistió a la Universidad de Tecnología de Loughborough con la intención de obtener títulos en electrónica y física, pero dejó la universidad en 1981 para dedicarse a la programación de computadoras a tiempo completo. Chris trabajó con la electrónica de las máquinas recreativas, resolviendo errores de software y convirtiendo Space Invaders en máquinas galaxianas. Convenció a su hermano Tim, dos años menor (n. Febrero de 1961) para que se uniera a él. Los hermanos trabajaron como diseñadores de juegos en la compañía de juegos de arcade Associated Leisure con un amigo de la universidad, John Lathbury. Siguieron al director de la compañía cuando comenzó su propio negocio, Zilec Electronics, que trabajaba en conversiones de arcade. Trabajaron en 12 juegos de arcade, incluidos Gyruss y Blue Print, y otros cuyos nombres se mantuvieron en secreto y se vendieron a otros fabricantes de arcade, incluidos Konami y Sega. El trabajo incluía viajes internacionales a Japón, donde los hermanos se familiarizaron con la industria del juego japonesa. Durante este tiempo, Chris compró, estudió y aprendió por sí mismo a programar el nuevo procesador Z80 en dos años.

## Ultimate Play the Game
En 1982, los hermanos fundaron Ashby Computers and Graphics en la ciudad de Ashby-de-la-Zouch en Leicestershire con la novia de Lathbury y Tim, Carole Ward, con quien más tarde se casó en 1985. Trabajaron en una casa adosada de cuatro habitaciones contigua a la tienda de la esquina de la familia de los hermanos y tuvieron un presupuesto reducido durante los primeros seis meses, en los que juntaron su dinero para pagar las facturas. La compañía no dio crédito a las personas por sus lanzamientos, aunque tuvieron roles individuales en el desarrollo: Chris y Lathbury programaron y Tim y Carole diseñaron los gráficos. Carole también se desempeñó como secretaria de la empresa. Ultimate Play the Game, como se conocía públicamente a la empresa, primero licenciaba los kits de conversión de gabinetes de juegos recreativos a las empresas antes de pasar al mercado británico más rentable de ordenadores domésticos.
Los hermanos desarrollaron principalmente para el ZX Spectrum, dada la experiencia de Chris con su procesador Z80. Tim también desarrollaría más tarde los conceptos detrás de las nuevas propiedades intelectuales. Cada uno de los hermanos tenía una fuerte intuición de los elementos de un juego exitoso. Ultimate encontró el éxito con juegos como Jetpac (1983), Atic Atac (1983), Saber Wulf (1984) y Knight Lore (1984), cuyas experiencias expansivas excedieron el alcance de sus juegos de arcade contemporáneos. Los hermanos subcontrataron la programación de sus juegos para otras plataformas a desarrolladores externos, ya que preferían el trabajo de hacer nuevos juegos a reprogramar los viejos.
Los Stampers eran reticentes con la prensa y rara vez concedían entrevistas. Explicaron que esto era tanto para proteger su propio tiempo como porque preferían dejar que sus juegos hablaran por sí mismos. Su marca se benefició de esta mística del secreto, pero su reclusión fue objeto de la burla de otros desarrolladores del Reino Unido que, por lo demás, respetaban enormemente su trabajo. Los Stampers eran conocidos por trabajar 18 horas al día y creían que el trabajo a tiempo parcial "resultaba en un juego a tiempo parcial". Solo se tomaron dos días libres: dos mañanas de Navidad. Tim Stamper se refirió a su Lamborghini hecho a medida como muestra de su arduo trabajo.

## Rare
A mediados de la década de 1980, tras el éxito de su motor de juego de filmación isométrico detrás de títulos como Knight Lore, los Stampers fundaron una empresa separada: Rare Designs of the Future, más tarde abreviado a Rare. Mientras que Ultimate se construyó para el mercado británico de microcomputadoras domésticas, Rare se fundó con la mirada puesta en el floreciente mercado japonés de consolas de videojuegos, después de haber sido informado de Nintendo por sus contactos en la industria de las recreativas japonesas. Nintendo inicialmente rechazó el interés de los hermanos en 1983, lo que llevó a Chris Stamper a estudiar el hardware de Nintendo Entertainment System (NES) durante seis meses. Los hermanos volaron a Kioto para presentar muestras de software a los ejecutivos de Nintendo. Nintendo compró el Slalom de Stampers, que vendió medio millón de unidades, y convirtió a los Stampers en el primer desarrollador occidental de Nintendo. A medida que el interés en Filmation y Spectrum comenzó a disminuir, los hermanos vendieron parte de Ultimate a U.S. Gold y comenzaron a concentrarse en Rare, aunque los Stampers retuvieron una participación mayoritaria en Ultimate.
En NES, Rare trabajó principalmente en juegos con licencia y ports de otras plataformas para varios editores. El lucrativo trabajo no fue en gran parte innovador, pero ayudó a los Stampers a aprender la tecnología de la consola. Después de aplicar ingeniería inversa al hardware, la competencia de Chris Stamper lo llevó a desarrollar un prototipo de consola portátil NES antes del lanzamiento de la Game Boy portátil de Nintendo. Chris pensó que el entorno rural de Rare (la compañía tenía su sede en una granja en Twycross) era relajado y refrescante para la mentalidad de desarrollo de juegos. La compañía obtuvo su primer éxito de ventas de un millón para NES con R.C. Pro-Am en 1988. Más tarde, Chris reflexionó que sus pares británicos no comprendían el mercado internacional de los videojuegos, a pesar de tener lo que él consideraba el mejor talento. En el año 1991 Tim & Chris Stamper crearon y desarrollaron su primer propiedad intelectual de la empresa Rare, Battletoads junto con la editora Tradewest para la NES, siendo el primer videojuego en ser un éxito en la década de los 90, así como también uno de las primeras propiedades intelectuales (IP) en tener su propia línea de Merchandising. 
A principios de la década de 1990, Rare invirtió en computadoras Silicon Graphics, que utilizaron para crear prototipos de renderizado completo de imágenes generadas por computadora. Emocionada por este trabajo, Nintendo compró un cuarto de participación en Rare, que eventualmente se expandió al 49%, y ofreció su elenco de personajes a la compañía. Los Stampers eligieron Donkey Kong, y su Donkey Kong Country (1994) resultante fue inmensamente exitoso y un éxito de ventas en Super Nintendo Entertainment System. El éxito de Rare continuó con la serie de juegos de lucha Killer Instinct y una serie de juegos para la consola Nintendo 64 de Nintendo a mediados y finales de la década de 1990, incluidos Banjo-Kazooie, Blast Corps, Diddy Kong Racing, Jet Force Gemini, Donkey Kong 64 y GoldenEye. 007. Este último se convirtió en el juego de disparos en primera persona definitivo de la era de las consolas domésticas y dio lugar a una secuela espiritual, Perfect Dark.
Internamente en Rare, los hermanos Stamper eran jefes exigentes que continuaban trabajando 15 horas al día después de la transición a roles gerenciales. Chris Stamper continuó codificando para la compañía hasta mediados de los 90, mientras también se desempeñaba como presidente y director técnico de Rare. Tim, el director gerente, continuó trabajando en gráficos para la empresa, incluidos los antecedentes en Donkey Kong Country. Su hermano menor, Stephen, también trabajó como director de operaciones de Rare. Los Stampers fomentaron la competencia entre los equipos de desarrollo de la empresa y participaron en la toma de decisiones en cada juego, incluso cuando la empresa se expandió a varios cientos de empleados. Un grupo de empleados se fue en 1997 para trabajar en otro estudio centrado en Sony, mientras que otro grupo se fue durante la producción para la secuela de GoldenEye. A pesar de las críticas decentes, los juegos posteriores de Rare no parecían cumplir con los altos estándares de sus predecesores, y las bajas ventas llevaron a otro éxodo de personal.

## Después de Rare
Tras una relación de dos años,  Microsoft adquirió Rare en 2002 y los Stampers dejaron la empresa a principios de 2007. La esposa de Tim Stamper continuó trabajando para la empresa. Los hermanos pasaron desapercibidos ante la opinión pública durante la siguiente década. Chris Stamper compró la finca de Eydon Hall por 17 millones de libras esterlinas en 2004. 
Una década más tarde, los hermanos invirtieron en FortuneFish, un nuevo estudio de juegos para móviles con sede en Nottingham iniciado por el hijo de Tim Stamper. FortuneFish lanzó Kroko Bongo, un juego de plataformas basado en el ritmo en 2017 cuyo arte y música recordaban el estilo característico de la época de Donkey Kong Country de Rare. La empresa es una de varias empresas nuevas planificadas por los Stampers. Tim Stamper rompió con su reputación de secreto casi al mismo tiempo al publicar públicamente en Twitter sobre el Proyecto Dream cancelado de Rare.

## Legado
Bloomberg Businessweek describió que el software de los hermanos tenía "algo así como un fandom a la escala de los Beatles" a mediados de los 80,  y Next Generation nombró a los hermanos entre las personas más influyentes en la industria de los juegos en 1995. Develop reconoció a los hermanos como Development Legends en sus premios Develop Industry Excellence Awards 2015. La retrospectiva de 2015 Ultimate Play the Game y Rare se encuentra en Rare Replay presenta una mecánica de juego de colección de sellos, en la que el jugador recibe sellos como premios que se utilizan para desbloquear videos sobre el pasado de las compañías. La elección de "sellos" fue en homenaje a los hermanos Stamper.